# Montxo Armendáriz
Juan Ramón Armendáriz Barrios, más conocido como Montxo Armendáriz (Olleta, Navarra, 27 de enero de 1949), es un director de cine y guionista español.

## Biografía
Nació en el pueblo navarro de Olleta pero a los seis años de edad, se mudó al barrio de la Chantrea de Pamplona. Cursó estudios de electrónica en Pamplona y Barcelona y durante los años setenta del siglo XX fue profesor de electrónica en el Instituto Politécnico de Pamplona, actividad que compatibilizó con otros trabajos, con el cine y con su militancia política. En 1977, entró en contacto con la Asociación de Cineastas Vascos donde conoció a Fernando Larruquert y Javier Aguirresarobe, con los que trabajó posteriormente.
El corto Barregarriaren dantza (Danza de lo gracioso), su primer trabajo, es una denuncia de la manipulación humana, tiene una duración de 13 minutos y fue sufragado de forma cooperativa por unas 40 personas agrupadas en Txantreako lankideen. Obtuvo el Mikeldi de Plata y el Primer Premio del Cine Vasco en el Certamen Internacional de Cine Documental y Cortometraje de Bilbao en 1979 y el Premio Especial a la Calidad de la Dirección de Cinematografía del Ministerio de Cultura.
Con las ganancias obtenidas, en 1980 rodó Ikusmena contando como en el caso anterior con Fernando Larruquert en el montaje y Javier Aguirresarobe en la fotografía y que es una denuncia de la falta de libertad durante sus 14 minutos. Fue galardonado con el Primer Premio del Cine Vasco en el Certamen Internacional de Cine Documental y Cortometraje de Bilbao de 1980. Dentro de la serie Ikuska, Armendáriz se hizo cargo del guion y la dirección del número 11 sobre la Ribera navarra, con el que también logró el Premio Especial a la Calidad de la Dirección de Cinematografía del Ministerio de Cultura. Ese mismo año, 1981, la Institución Príncipe de Viana subvencionó su proyecto Nafarrako ikazkinak/Carboneros de Navarra, un ejercicio documental de 27 minutos sobre la vida al calor de la txondorra de los últimos supervivientes de este duro oficio, con el que volvió a conseguir el Premio Especial a la Calidad de la Dirección de Cinematografía del Ministerio de Cultura y el Premio Especial Calidad de la Dirección de Cinematografía del Ministerio de Cultura. Sobre su personaje central, Anastasio Ochoa, Armendáriz compuso el guion de su primer largometraje, que fue producido por Elías Querejeta, Tasio (1984), rodado en la localidad de Baquedano, sobre un carbonero celoso de su independencia. Con la cinta obtuvo premios en el Festival Internacional de Cine de Cartagena de Indias y en el Festival Internacional de Cine de Chicago entre otros.
En 1986, ganó la Concha de Plata en el Festival Internacional de Cine de San Sebastián con 27 horas, una historia sobre el tiempo a través de la vida de unos jóvenes complicados con la droga. Su siguiente obra, Las cartas de Alou, cosechó un rosario de premios dentro y fuera de España, incluido Goya al mejor guion original, Concha de Oro en San Sebastián en 1990 o el Prix du public Radio France Hérault del Festival de Cine Mediterráneo de Montpellier, CINEMED.
Con la adaptación de la novela homónima escrita por José Ángel Mañas, Historias del Kronen, un alegato sobre el nihilismo juvenil, alcanzó uno de los mayores éxitos de taquilla del cine español hasta ese momento, a la par que el reconocimiento de la crítica y de los profesionales que le otorgaron su segundo Goya como guionista. La película participó en la Sección Oficial del Festival Internacional de Cine de Canes de 1995.
En 1997, escribió y dirigió una de sus películas más reconocidas Secretos del corazón. Con este largometraje ganó, entre otros galardones, el Premio Ángel Azul a la Mejor Película Europea en el Festival Internacional de Cine de Berlín de 1997, participó en la final de los Premios Óscar en la modalidad de mejor película extranjera y obtuvo varios premios Goya.
En 1999 constituyó junto a Puy Oria la productora independiente Oria Films con el fin de llevar a cabo diferentes proyectos audiovisuales entre los que cabe destacar los largometrajes Silencio Roto (2001), Escenario Móvil (2004), Obaba (2005), No tengas Miedo (2011) y las producciones La guerrilla de la memoria (2002) dirigida por Javier Corcuera Andrino, El inmortal (2005) dirigida por Mercedes Moncada Rodríguez y De tu ventana a la mía (2011) dirigida por Paula Ortiz.
En 2001, dirigió Silencio Roto, una historia en la que da voz a las mujeres que apoyaron y colaboraron con la lucha guerrillera contra el franquismo (“maquis”). La película se presentó en agosto de 2001 en la Piazza Grande del Festival Internacional de Cine de Locarno y participó también en la edición n.º 26 del Festival Internacional de Cine de Toronto. Su siguiente proyecto, Obaba, la realizó en 2005 y es una adaptación de Obabakoak, una serie de relatos escritos por Bernado Atxaga donde fantasía y realidad se funden en un mosaico de soledades, violencia, y búsqueda personal. La película, que se estrenó en el Festival Internacional de Cine de Toronto participando en la Sección Maestros, inauguró la 53 edición del Festival de Cine de San Sebastián y fue nominada a varios Goyas, además de representar a España en los Premios Óscar.
En 2011, estrenó No tengas miedo, en la que aborda de forma directa el abuso sexual infantil y las secuelas que padecen quienes lo han sufrido. La película participó en la sección oficial del Festival Internacional de Cine de Karlovy Vari, obtuvo el Premio Fada a la Cultura concedido por la Fundación Vicki Bernadet por su contribución en la lucha contra los abusos sexuales infantiles y es utilizada por varios colectivos de psicólogos en sus terapias contra los abusos sexuales.
Armendáriz combina su trabajo cinematográfico con talleres sobre la interpretación audiovisual, tutorías y cursos sobre guion o imparte clases magistrales en diversos centros y universidades.

## Premios y distinciones
Premios Óscar
| Año  | Categoría                                       | Película             | Resultado |
| ---- | ----------------------------------------------- | -------------------- | --------- |
| 1998 | Mejor película extranjera (de habla no inglesa) | Secretos del corazón | Nominado  |

Festival Internacional de Cine de San Sebastián
| Año  | Categoría                        | Película           | Resultado    |
| ---- | -------------------------------- | ------------------ | ------------ |
| 1984 | Premio del Ateneo Guipuzcoano    | Tasio              | Ganador      |
| 1986 | Mejor Dirección, Concha de Plata | 27 horas           | Ganador      |
| 1990 | Mejor Película, Concha de Oro    | Las cartas de Alou | Ganador      |
| 1990 | Premio FIPRESCI                  | Las cartas de Alou | Ganador      |
| 2005 | Sección oficial                  | Obaba              | Inauguración |

Premios Goya
| Año  | Categoría            | Película             | Resultado |
| ---- | -------------------- | -------------------- | --------- |
| 1990 | Mejor guion original | Las cartas de Alou   | Ganador   |
| 1990 | Mejor dirección      | Las cartas de Alou   | Nominado  |
| 1995 | Mejor guion adaptado | Historias del Kronen | Ganador   |
| 1997 | Mejor dirección      | Secretos del corazón | Nominado  |
| 1997 | Mejor guion original | Secretos del corazón | Nominado  |
| 2005 | Mejor película       | Obaba                | Nominado  |
| 2005 | Mejor dirección      | Obaba                | Nominado  |
| 2005 | Mejor guion adaptado | Obaba                | Nominado  |

Festival Internacional de Cine de Berlín
| Año  | Categoría            | Película             | Resultado |
| ---- | -------------------- | -------------------- | --------- |
| 1998 | Ángel Azul de Berlín | Secretos del corazón | Ganadora  |

Medallas del Círculo de Escritores Cinematográficos
| Año  | Categoría            | Película             | Resultado |
| ---- | -------------------- | -------------------- | --------- |
| 1991 | Mejor guion original | Las cartas de Alou   | Ganador   |
| 1995 | Mejor guion adaptado | Historias del Kronen | Ganador   |
| 1997 | Mejor director       | Secretos del corazón | Ganador   |
| 1997 | Mejor guion original | Secretos del corazón | Ganador   |
| 2005 | Mejor guion adaptado | Obaba                | Nominado  |
| 2011 | Mejor director       | No tengas miedo      | Nominado  |

Festival Internacional de Cine de Huesca
| Año  | Categoría               | Resultado |
| ---- | ----------------------- | --------- |
| 2010 | Premio Ciudad de Huesca | Ganador   |

Otros premios
- 1986, Premio Ateneo Guipuzcoano
- 1998, Premio Nacional de Cinematografía
- 1998, Premio Príncipe de Viana de la Cultura
- 2006, Estrella de la Cultura Ciudad de Salamanca
- 2008, Galardón Manuel Lekuona
- 2008, Premio Cine y Valores Sociales
- 2011, Premio Nacional de Cinematografía Nacho Martínez del Festival Internacional de Cine de Gijón
- 2015, Premio Francisco de Javier
- 2015, Premio Pau i Justícia del Humans Fest. Festival Internacional de Cine y Derechos Humanos
- 2017, Premio Eusko Ikaskuntza – Laboral Kutxa de Humanidades, Cultura, Artes y Ciencias Sociales.
- 2020, Medalla de Oro al mérito en las Bellas Artes.[42]

- Desde 2007 es miembro de número de Jakiunde, Academia de las Ciencias, de las Artes y de las Letras del País Vasco.

## Filmografía
| Año  | Película             |
| ---- | -------------------- |
| 1984 | Tasio                |
| 1986 | 27 horas             |
| 1990 | Las cartas de Alou   |
| 1994 | Historias del Kronen |
| 1997 | Secretos del corazón |
| 2001 | Silencio roto        |
| 2005 | Obaba                |
| 2011 | No tengas miedo      |

### Otros proyectos
| Año  | Trabajo                                                             |
| ---- | ------------------------------------------------------------------- |
| 1974 | La danza de lo gracioso/Barregarriaren dantza (cortometraje)        |
| 1980 | Ikusmena/Paisaje (cortometraje)                                     |
| 1981 | Nafarrako Ikaskinak/Carboneros de Navarra (cortometraje documental) |
| 1981 | Ikuska 11 (documental sobre Navarra)                                |
| 2005 | El inmortal (documental; como productor)                            |
| 2004 | Escenario móvil (documental)                                        |
| 2001 | La guerrilla de la memoria (documental; como productor)             |